# 格鲁米特
格鲁米特（也称为苯乙哌啶酮）是一种戊二酰亚胺衍生物，分子式C13H15NO2，由汽巴精化在1954年开发用于代替巴比妥类药物治疗失眠。